# Шудзялово (гмина)
Шудзялово (пол. Szudziałowo) — сельская гмина (волость) в Польше, входит как административная единица в Сокульский повет, Подляское воеводство. Население — 3517 человек (на 2004 год).

## Демография
| Перепись                       | Всего   | Всего | Женщины | Женщины | Мужчины | Мужчины |
| ------------------------------ | ------- | ----- | ------- | ------- | ------- | ------- |
| Единицы                        | человек | %     | человек | %       | человек | %       |
| Население                      | 3517    | 100   | 1716    | 48,8    | 1801    | 51,2    |
| Плотность населения (чел./км²) | 11,7    | 11,7  | 5,7     | 5,7     | 6       | 6       |

## Поселения
1. Александрувка
2. Бабики
3. Бялы-Луг
4. Боратыньщызна
5. Бжозовы-Хруд
6. Хмелёвщызна
7. Хмелёвщызна
8. Дзевичи-Луг
9. Гродзиско
10. Гжибовщызна
11. Халы-Луг
12. Гаркавичи[бел.]
13. Хорчаки-Дольне
14. Хорчаки-Гурне
15. Ивники
16. Езорек
17. Клин
18. Кнышевиче
19. Кнышевиче-Мале
20. Козловы-Луг
21. Липовы-Мост
22. Литвиновы-Луг
23. Лазниско
24. Марковы-Выгон
25. Минковце
26. Мишкеники-Мале
27. Мишкеники-Вельке
28. Нове-Тшчано
29. Новинка
30. Новосюлки
31. Новы-Острув
32. Острув-Пулноцны
33. Острувек
34. Перекал
35. Перожки
36. Писажовце
37. Почопек
38. Подлазниско
39. Подсвидзялувка
40. Ровек
41. Самогруд
42. Слоя
43. Слуйка
44. Слуйка-Боровщызна
45. Сосновик
46. Старе-Тшчано
47. Сухы-Хруд
48. Сухыниче
49. Суковиче
50. Щенсновиче
51. Шудзялово
52. Тальковщызна
53. Толкаче
54. Уснаж-Гурны
55. Вежхлесе
56. Войновце
57. Зубовщызна
58. Зубжица-Мала
59. Зубжица-Велька

## Соседние гмины
1. Гмина Грудек
2. Гмина Крынки
3. Гмина Сокулка
4. Гмина Супрасль
5. Бялорусь